# Президентська премія ФІФА
Президентська премія ФІФА (англ. FIFA Presidential Award) — нагорода, яку щорічно вручає ФІФА на своєму Гала-вечорі. Уперше її було вручено 2001 року тодішнім Президентом ФІФА Зеппом Блаттером, відтоді її вручають щороку.
| Рік  | Лауреат премії             | Примітки |
| ---- | -------------------------- | --- |
| 2001 | Марвін Лі                  | Нагороду вручено колишньому капіатну молодіжної збірної Тринідаду і Тобаго з футболу, який був паралізований через травму, отриману в матчі збірної в березні 2001 року. |
| 2002 | Парміндер Наґра            | Нагороджено за її роль Джесс у футбольному фільмі «Грай, як Бекхем», в якому показано історію дівчини з Пенджабу, що зростала у Західному Лондоні та її пристрасть до гри у футбол, незважаючи на сильний супротив із боку її сім'ї. «Фільм присвячено проблемі культурної ідентичності, він чудово слугує для привернення уваги до жіночого футболу як до гри для всіх жінок усіх культур.»                                 |
| 2003 | Федерація футболу Іраку    | Нагороджено за енергію нації та рішучість у боротьбі за розвиток футболу в країні, незважаючи на складну ситуацію в державі. Федерацію футболу Іраку представляли на церемонії Могаммед Хуссейн Саєд[А], Бернд Штанге[Б] й Уссам Фаузі.[В] |
| 2004 | Гаїті                      | Нагороджено через визнання за благодійний матч між Гаїті та Бразилією, зіграний у столиці Гаїті Порт-о-Пренсі 18 серпня, метою якого було об'єднати людей і боротися проти дискримінації. |
| 2005 | Андерс Фріск               | Нагороджено після передчасного завершення його кар'єри чільного міжнародного рефері у березні 2005, причиною якого були смертельні погрози й образи щодо нього та його сім'ї після матчу Ліги чемпіонів між «Челсі» та «Барселоною». |
| 2006 | Джачинто Факкетті          | Нагороджено посмертно після його смерті від раку підшлункової залози. Це було визнанням його успіхів у роботі з Інтером і його ролі як одного із засновників системи катеначо. Колишньому президенту «Інтера» також було висловлено подяку за його роботу як члена Футбольного Комітету ФІФА й інструктора тренерів ФІФА. |
| 2007 | Пеле                       | Нагороджено на честь 50-річчя його дебюту на міжнародному рівні, визнаючи його футбольні заслуги, особливо його внесок у популяризацію футболу, за використання його особливого статусу «Короля футболу» у боротьбі проти соціальної нерівності, бідності та дискримінації. Він виконував цю роль як посол ЮНЕСКО, ВООЗ, ЮНІСЕФ, а також власне футболу, не в останню чергу через його членство у Футбольному Комітеті ФІФА. |
| 2008 | Жіноча футбольна асоціація | На церемонії Асоціацію представляла Хізер О'Райлі, яка й отримала нагороду |
| 2009 | Ранія Аль-Абдулла          | Нагороджено за її внесок у розвиток програми 1ГОЛ: Освіта для всіх, підтриману мільйонами політиків, музикантів, футболістів і вболівальників по всьому світі для досягнення навчання для всіх. |

## Нотатки
А↑ : Тогочасний президент Федерації футболу Іраку.
Б↑ : Тогочасний головний тренер національної збірної Іраку з футболу.
В↑ : Тогочасний капітан національної збірної Іраку з футболу.